# ألكسيوس الرابع الطربزوني
أليكسيوس الرابع ميغاس كومنينوس أو ألكسيوس الرابع (باليونانية: Αλέξιος Μέγας Κομνηνός) (ق. 1379 – 1429) هو إمبراطور طرابزون من 5 مارس 1417 إلى 26 أبريل 1429. كان نجل الإمبراطور مانويل الثالث وجولخان يودوكيا من جورجيا.